# Centrum voor Gezellestudie
Het Centrum voor Gezellestudie was van 1966 tot in 2014 een Vlaams studiecentrum dat het werk van de dichter, schrijver en taalkundige Guido Gezelle bestudeerde.

## Geschiedenis
Het Centrum voor Gezellestudie werd opgericht begin oktober 1966 door de professoren Jozef Boets en René Felix Lissens. Begin dat jaar voerden ze besprekingen met pater Dhanis s.j., de rector van de Sint-Ignatiushogeschool in Antwerpen, waar ze beiden toe behoorden. Het was de periode van de universitaire expansie, waarvan de oprichting van een faculteit Wijsbegeerte en Letteren, binnen de vroeger vooral op handel en industrie gerichte hogeschool, een van de gevolgen was. Het werd toen vastgesteld dat de Gezellestudie een behoorlijke achterstand had opgelopen en dat het een uitstekend thema was voor de jonge faculteit om zich op toe te leggen. 
De laatste grote activiteit rond Guido Gezelle was de uitgave geweest van zijn Verzamelde Werken (1930-1939). Er werd algemeen aanvaard dat deze uitgave ver van volledig was geweest, dat ze vaak onbetrouwbaar was gebleken in haar kritisch apparaat en dat ze vele sporen droeg van overhaast, van onvoldoende voorbereiding en van het voortijdig overlijden van Aloïs Walgrave, een van de initiatiefnemers. Systematische studies over de taal van Gezelle waren quasi onbestaande. De basis van een goede en exhaustieve bibliografie was niet eens aanwezig.
De Gezellestudie bleek dan ook een nieuwe impuls nodig te hebben. Dit moest bij voorkeur op een georganiseerde en wetenschappelijke manier gebeuren, binnen een vast kader van wetenschappers, ondersteund door administratief personeel en omringd door jonge vorsers en studenten, binnen een daartoe aangepaste accommodatie.
Vanaf 1970 voelde het Centrum zich voldoende sterk om het resultaat van zijn opzoekingen kenbaar te maken. Het stichtte een reeks onder de titel Teksten en Studiën, waarin tijdens de eerste zes jaar verschenen:
- Réné LISSENS, Gezelles briefwisseling, 1970.
- Jozef BOETS, Gezelles journalistieke bedrijvigheid tijdens de eerste jaren van zijn Kortrijkse periode, 1971.
- Jozef BOETS, Gezelles Cortracena, 1972.
- J. PERSYN, Juliaan Claerhout (1859-1929). Gemiste kans of menselijke tekort?, 1975.
- Jozef BOETS, Gezelles leermaren. Journalistiek werk uit 1881, 1975.

In 1970 verscheen ook het eerste nummer van Gezelliana, de driemaandelijkse mededelingen van het centrum. Het tijdschrift verscheen tot in 1989. Het ging toen een fusie aan met het tijdschrift Gezellekroniek van het Guido Gezellegenootschap en droeg voortaan de naam Gezelliana, kroniek van de Gezellestudie en hield het nog vol tot in 2014.
De inhoud beantwoordde aan de studies die in het centrum werden ondernomen. Het betrof enerzijds de publicatie van geschriften door Gezelle zelf: onbekende gedichten, krantenartikels, brieven, enz. Hieraan werd een jaarlijks overzicht toegevoegd van de Gezellestudie, zowel in het centrum of daarbuiten. Daarnaast verschenen vele artikels, vrucht van de ondernomen onderzoeken. Enkele voorbeelden:
- José DE MÛELENAERE, Over Gezelles Confraternity, essentieel voor de kennis van de Roeselaarse jaren van Gezelle.
- Jan GEENS, Van een noord-Amerikaansch verdichtsel.
- Jozef BOETS Gezelles zelfstandige publicaties. Proeve van bibliografie, met 352 nummers een eerste volledig overzicht van Gezelles publicaties. Het betekende volgens Lissens een uitstekende voorbereiding op het Verzameld dichtwerk, waartoe Boets en de uitgeverij Pelckmans het initiatief hadden genomen.

Het centrum werd gehuisvest in de gebouwen van de Sint-Ignatiushogeschool, Prinsstraat 13 in Antwerpen. Over de jaren bouwden de stichters en leiders van het centrum een aanzienlijke bibliotheek op met publicaties van en over Gezelle en zijn tijd. Stilaan kwam ook een uitgebreid archief tot stand, dat het doel nastreefde alle handschriften van Gezelle, in origineel of in kopie, te verzamelen en te bestuderen. Het was de tijd dat het centrum over minstens vier voltijdse medewerkers kon beschikken en daarrond heel wat studenten en vrijwilligers taken op zich namen.
Vanaf de jaren 2000-2003 was de fusie van de verschillende Antwerpse universitaire instellingen tot Universiteit Antwerpen een feit. De mogelijkheden die de Sint-Ignatiushogeschool aan het Centrum voor de Gezellestudie had geboden, bleven niet zonder meer gehandhaafd in de nieuwe universiteit. De directeur van het centrum, professor Piet Couttenier, moest vaststellen dat de middelen steeds schaarser werden en dat van de voltijdse medewerkers er weldra niemand meer overbleef. Het centrum moest het voortaan uitsluitend met vrijwilligers doen. Dit was slechts een tijdje vol te houden en weldra sloot het centrum, na het emeritaat van Couttenier, de deuren. De bibliotheek werd geïntegreerd in de algemene bibliotheek van de universiteit, de archieven vonden een nieuw onderkomen in het KADOC (Leuven), het Letterenhuis (Antwerpen) of het Guido Gezellearchief (Brugge).